# Петрозаводский Дом крестьянина
Петрозаводский Дом крестьянина — общественное здание, культурно-просветительский центр в Петрозаводске на улице Гоголя, построенное в 1929 году, уничтоженное пожаром в сентябре 2001 года.

## История
История этого здания, долгое время являвшегося визитной карточкой Петрозаводска, началась с Постановления Карельского ЦИК от 16 февраля 1924 года: «Признать необходимым увековечить память В. И. Ленина в Петрозаводске посредством постройки Дома крестьянина, ибо эта точка зрения выявлена крестьянскими массами на страницах местных газет».
В объявленном конкурсе на проектирование Дома крестьянина первое место и премию восемьсот рублей завоевал проект под девизом «Культсмычка» ленинградского архитектора Петра Розенблюма. Проект здания представлял собой двухэтажный бревенчатый сруб на каменном фундаменте под железной крышей, габаритами в плане 30 на 30 метров, стилизованный под старинные русские деревянные строения. В здании была размещена гостиница на 63 места (3-х, 4-х и 6-местные номера), кухня, столовая, лекционный зал, библиотека. Были также предусмотрены хозпостройки — навесы для возов, две конюшни, сельхозпавильон для выставок и пр.
Строительство Дома крестьянина осуществлялось в 1927—1929 годах, открытие состоялось 11 марта 1929 года. Здание активно использовалось для проведения различных совещаний, слётов и съездов, гостиница всегда была переполнена, принимая колхозников и командированных совслужащих.
С началом советско-финской войны (1939—1940) Наркоматом обороны СССР в здании был размещён госпиталь.
В годы оккупации Петрозаводска (1941—1944) финской армией в здании был устроен офицерский клуб.
После окончания Великой Отечественной войны здание было передано Карело-Финскому драматическому театру, а после переезда театра в новое помещение, в здании размещалась Карельская государственная филармония.
В 1973 году Постановлением Совета Министров Карельской АССР № 494-р от 13.09.1973 здание было взято под охрану государством как памятник истории и архитектуры местного значения.
11 сентября 2001 года в результате пожара здание было уничтожено.